# Claudia Chessari
Claudia Chessari (Ragusa, 25 marzo 2005) è una cestista italiana.
Guardia, ha giocato in Serie A1 con Ragusa.